# Bunny Is a Rider
«Bunny Is a Rider» — песня американской певицы Кэролайн Полачек, выпущенная 14 июля 2021 года на лейбле Perpetual Novice. Это ведущий сингл её предстоящего четвёртого студийного альбома Desire, I Want to Turn Into You. Песня написана Полачек и спродюсирована ею в соавторстве с Дэнни Л Харл, с которым она часто сотрудничает. Песня получила признание критиков и была названа лучшей песней 2021 года по версии Pitchfork.

## Общие сведения и композиция
Выпустив песню, Полачек назвала «Bunny Is a Rider» «летним джемом о недоступности». Оставив личность «зайчика» в тайне, она сказала: «Зайка скользкий, его невозможно поймать. Может быть, это фантазия, может быть, плохое отношение. Но каждый может быть банни, по крайней мере, на три минуты и семнадцать секунд». В треке звучит «обжигающий бас от продюсера Дэнни Л Харл, а также первое вокальное камео его маленькой дочери».

## Отзывы критиков
Песня получила широкое признание критиков. Джордан Дарвилл из журнала The Fader назвал песню «авант-попом». Описав песню как «мягко грувовую и полную вокального мастерства, которое так хорошо удается Полачек», он позже включил её в «еженедельный плейлист Songs You Need». Похвалив трек, Робин Мюррей из Clash Music выразил мнение, что песня является «фантастическим произведением электронного попа» и «экстраординарным возвращением» Полачек. Джейд Гомес из Paste считает, что песня стала сменой темпа для Полачек, рассматривая релиз как «звуковой отход от мечтательного, интроспективного инди-попа Полачек, когда она переходит на более пикантные территории». Выдающиеся «свисты переносят слушателей в Карибский рай, когда Полачек размышляет о работе без привязки к кому-либо или чему-либо». Рецензенты DIY назвали песню «футуристическим поп-бопом». Джеймс Реттиг из Stereogum отметил «дерганое и плавное» производство, дополненное «скользящим, заикающимся обработанным вокалом» Полачек.
Песня заняла первое место в списке Pitchfork по итогам года 2021.
| Публикация         | Список                                            | Позиция   | Источник |
| ------------------ | ------------------------------------------------- | --------- | -------- |
| Consequence        | 50 лучших песен 2021 года                         | 11        | [ 8 ]    |
| Gigwise            | 20 лучших треков 2021 года от Gigwise 20          | 5         | [ 9 ]    |
| The Guardian       | 20 лучших песен 2021 года                         | 4         | [ 10 ]   |
| The New York Times | 25 лучших песен 2021 года по версии Линдси Золадз | 15        | [ 11 ]   |
| NME                | 50 лучших песен 2021 года                         | 17        | [ 12 ]   |
| Pitchfork          | 100 лучших песен 2021 года                        | 1         | [ 13 ]   |
| Uproxx             | Лучшие песни 2021 года                            | Размещено | [ 14 ]   |

## Музыкальное видео
Музыкальное видео было выпущено 26 июля 2021 года, режиссёром выступил Мэтт Копсон, а сорежиссёром — сама Полачек . Декорации разворачиваются в «тускло освещенном лабиринте из коробок». Затем Полачек ведет камеру по «различным участкам лабиринта», проходя мимо коробок, на которых приклеены этикетки с такими словами, как «ракетостроение», «гуси» и «темные кристаллы». Брит Доусон из Dazed Digital провела сравнение с Tomb Raider и «Алисой в стране чудес».